# HD 153653
HD 153653，又名BD+06 3332，SAO 121995、HR 6317，是一颗恒星，视星等为6.59，位于銀經25.88，銀緯27.63，其B1900.0坐标为赤經16h 55m 36.7s，赤緯+6° 27.63′ 1″。